# Proctor (Vermont)
Proctor – miasto w Stanach Zjednoczonych, w stanie Vermont, w hrabstwie Rutland.